# Paspalum filifolium
Paspalum filifolium är en gräsart som beskrevs av Christian Gottfried Daniel Nees von Esenbeck och Ernst Gottlieb von Steudel. Paspalum filifolium ingår i släktet tvillinghirser, och familjen gräs. Inga underarter finns listade i Catalogue of Life.